# Colapso del puente Morbi
El Colapso del puente en Morbi o conocido coloquialmente como el Colapso mortal del puente Jhulto Pul, fue un colapso mortal que sucedió en la ciudad de Morvi, en el estado de Guyarat el 30 de octubre del 2022, cuando un puente colgante peatonal sobre el río Machchhu se derrumbó y provocó la muerte de, al menos, 142 personas.
El puente que data del siglo XIX había reabierto cuatro días antes, a tiempo para Diwali y el Año Nuevo gujarati, luego de un largo cierre por reparaciones.

## Antecedentes
Jhulto Pul ( guyaratí : ઝૂલતો પુલ; "puente colgante") era un puente colgante peatonal de 230 metros (750 pies) de largo y 1,25 metros (4 pies, 1 pulgada) de ancho sobre el río Machchhu, construido durante el dominio británico en la India en el siglo XIX. Fue inaugurado el 20 de febrero de 1879.
El puente es propiedad del municipio de Morbi, que firmó un contrato con el fideicomiso privado Oreva para el mantenimiento y las operaciones unos meses antes. Una empresa con sede en Morbi; Ajanta Manufacturing Pvt Ltd. también se había adjudicado un contrato de 15 años para el mantenimiento y la gestión del puente. El puente de peaje reabrió el 26 de octubre del 2022 con motivo del Año Nuevo de Gujarati, después de estar cerrado por reparaciones durante seis meses.
Según los informes iniciales, el puente fue reabierto antes de lo previsto después de las reparaciones y sin el certificado de aptitud requerido por las autoridades cívicas locales. El jefe de la municipalidad, que había dado el contrato para las reparaciones después del terremoto de 2001, dijo que la empresa privada responsable de las renovaciones "abrió el puente sin avisarnos y, por lo tanto, no pudimos realizar una auditoría de seguridad del puente".
Cuatro días después de la reapertura, el puente se derrumbó, en ese momento había más de 500 personas transitándolo, cuando su capacidad era de solo 125.

## Incidente
El 30 de octubre del 2022, a las 18:40 horas, el puente se derrumbó. Las imágenes de seguridad del puente mostraron que la estructura temblaba violentamente y las personas se agarraban a los cables y cercas a ambos lados del puente antes de que la pasarela cediera.  Las imágenes posteriores mostraron que la pasarela se había dividido en el punto medio, con algunas piezas aún colgando de los cables rotos, durante las operaciones de rescate. Un sobreviviente afirmó que había demasiadas personas en el puente y que apenas podían moverse, y que algunas víctimas fueron aplastadas por pedazos del puente. Cinco equipos de la Fuerza Nacional de Respuesta a Desastres iniciaron operaciones de rescate. Posteriormente se les unió personal del Ejército, Armada y Fuerza Aérea. Se desplegaron equipos de policía, militares y de respuesta a desastres para las operaciones de rescate.
Se confirmó la muerte de al menos 141 personas y se rescató a más de 180, y muchas siguen desaparecidas. Un gran número de las víctimas eran adolescentes, mujeres y ancianos. Las víctimas incluyen 47 niños.
Los gobiernos de India y Guyarat anunciaron el pago graciable de ₹ 2 lakhs (US $ 2500) y ₹ 4 lakhs (US $ 5000) respectivamente a los familiares de cada persona que murió, y ₹ 50 000 (US $ 630) a los heridos.

## Investigación
El gobierno estatal de Guyarat formó un comité de cinco miembros para investigar y determinar la causa. Ocho personas han sido investigadas por el incidente. Nueve personas fueron arrestadas por sus conexiones con el incidente.
Se presentó un primer informe de información (FIR) contra las agencias de mantenimiento y administración del puente bajo las secciones 304 (homicidio culposo que no equivale a asesinato), 308 (acto intencional que causa la muerte) y 114 (cómplice presente cuando se cometió el delito) del Código Penal de la India. El parlamentario Mohan Kundariya, que perdió a doce miembros de su familia, incluida su hermana, en el incidente, dijo que creía que la causa se estaba sobrecargando. Un portavoz de los operadores Oreva le dijo a The Indian Express que parecía que había demasiada gente en la sección central del puente "tratando de balancearlo".

## Respuesta al colapso
El presidente del Congreso Nacional Indio, el opositor Mallikarjun Kharge, y el líder del partido, Rahul Gandhi, pidieron ayuda a los miembros del partido y a la clase y élite política del país.

## Reacciones internacionales
- Estados Unidos: El presidente Joe Biden, a través de su cuenta de Twitter, expreso sus condolencias al pueblo hindú, manifestando que :"Hoy, nuestros corazones están con la India. Jill y yo enviamos nuestras más profundas condolencias a las familias que perdieron a sus seres queridos durante el colapso del puente y nos unimos a la gente de Guyarat en el duelo por la pérdida de demasiadas vidas interrumpidas.[18]
- El primer ministro Narendra Modi[19] y el ministro del Interior de la India, Amit Shah, ofrecieron sus condolencias.[20]